# Eskilstuna City Fotbollklubb
O Eskilstuna City Fotbollklubb, ou simplesmente Eskilstuna City FK, é um clube de futebol da Suécia fundado em 1 de novembro de 1907. Sua sede fica localizada em Eskilstuna.